# Gartnavel Royal Hospital

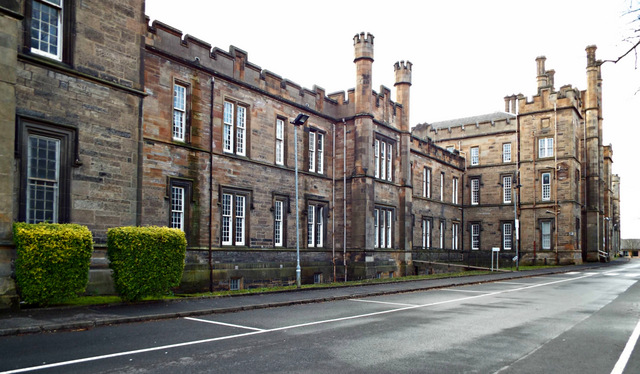
Gartnavel Royal Hospital

Das Gartnavel Royal Hospital, ehemals Glasgow Lunatic Asylum, Glasgow Royal Asylum und Gartnavel Royal Mental Hospital, ist eine psychiatrische Klinik in der schottischen Stadt Glasgow. Sie besitzt eine Kapazität von 119 Betten auf sechs Stationen. Auf demselben Campus befindet sich das neuere Gartnavel General Hospital.
Das Gebäude mitsamt der Gärten ist in den schottischen Denkmallisten als Kategorie-A-Denkmal klassifiziert. Das zugehörige Schwesternwohnheim ist ebenso wie die Krankenhauskapelle ein Kategorie-B-Denkmal. Zusammen bilden die Bauwerke außerdem ein Denkmalensemble der Kategorie B.

## Geschichte
Die Idee zur Errichtung der Klinik geht auf das Jahr 1804 zurück als mit der Sammlung von Spenden für den Bau begonnen wurde. Zehn Jahre später eröffnete es am Ort des heutigen Buchanan-Busbahnhofs. Nachdem die Einrichtung 1824 eine Royal Charter erhielt, ändert sie ihren Namen von Glasgow Lunatic Asylum zu Glasgow Royal Asylum. Die heutige Anlage wurde zwischen 1841 und 1843 nach einem Entwurf des schottischen Architekten Charles Wilson erbaut. Seit 1889 werden keine mittellosen Patienten mehr angenommen. Zwischen 1907 und 1914 wurde John James Burnet mit der Erweiterung der Anlage in vier Bauphasen betraut. Modernisierungen wurden 1932 zu Zeiten des Zweiten Weltkriegs durch Burnet beziehungsweise Burnet & Boston geplant. Seit 1963 trägt das Krankenhaus den Namen Gartnavel Royal Hospital. In der zweiten Hälfte des 20. Jahrhunderts wurden neue Stationen hinzugefügt und wenige Stationen des 1973 erbauten Gartnavel General Hospital in das Gartnavel Royal Hospital verlegt. 2007 erhielt die Klinik ein neues Hauptgebäude. Die Gesamtkosten beliefen sich auf 19 Mio. £.

## Beschreibung
Die Klinik befindet sich abseits der Great Western Road (A82) im Glasgower Nordwesten. Die Anlage besteht aus zwei nicht miteinander verbundenen Hauptgebäuden, die jeweils grob E-förmige Grundrisse aufweisen. Die zwei- bis dreistöckigen Gebäude sind tudorgotisch ausgestaltet, das östliche Gebäude, das nicht für Privatpatienten geplant war, ist hierbei schlichter. Die nordexponierte Hauptfassade des westlichen Gebäudes ist 35 Achsen weit, die im Schema 3–11–7–11–3 angeordnet sind. Oberhalb des zentralen Hauptportals erhebt sich ein vierstöckiger Turm mit oktogonalen Fialen. Weitere Eingangsportale finden sich an den Eckrisaliten. Die Fenster sind teils zu Zwillingen oder Drillingen gekuppelt.
Die Hauptfassade des östlichen Komplexes ist 21 Achsen weit, die im Schema 3–5–5–5–3 angeordnet sind. Das Gebäude verfügt ebenfalls über Eckrisalite. Die Ausgestaltung ist ähnlich dem westlichen Gebäude, jedoch meist schlichter.

## Schwesternwohnheim
1934 stellten Burnet, Son & Dick den Entwurf für das südlich gelegene Schwesternwohnheim vor. Es war bis 1936 fertiggestellt.
Das vierstöckige Gebäude aus dunkelrotem Backstein weist einen H-förmigen Grundriss auf. Die nordexponierte Frontfassade ist neun Achsen weit. Mittig tritt der geschwungene Eingangsbereich heraus. Die Seitenflügel sind zweistöckig. Es sind weite Fenster mit Stahlrahmen verbaut.

## Gartnavel Royal Hospital Chapel
Burnet entwarf das 1904 erbaute Gebäude, das nördlich des Hauptgebäudes an der Zufahrt gelegen ist. Das Arts-and-Crafts-Bauwerk aus teils verputztem Backstein ist in Nord-Süd-Richtung ausgerichtet. Das Langhaus ist sechs Achsen weit. Nord- und Südgiebel sind mit Lanzettfenstern gestaltet. Die Dächer sind mit Schiefer eingedeckt.